# Avenida Costanera (Aguilares)
La Avenida 25 de Mayo-Costanera es una avenida ubicada en la ciudad de Aguilares, Provincia de Tucumán, Argentina. Es una avenida que discurre contiguo al río Medina, por ende recorre el borde costero del río.
Esta travesía urbana comienza en la intersección con la avenida General Savio, aunque la avenida costanera propiamente dicha inicia en el cruce con la avenida Neuquén hasta la calle Bernardino Rivadavia. Esta calle conecta a la arteria vial, mediante un puente, a la traza de la Ruta Nacional 38.

## Historia
La obra de la costanera comenzó a principios de 2019 pero fue interrumpida a raíz de la pandemia de Covid-19 en el año 2020. Pero ese mismo año se retomaron las obras para concluir de forma definitiva la avenida. Por ello, se realizaron tareas de desmalezamiento y limpieza en el borde colindante al río Medina para proseguir con los trabajos.
Así, las obras fueron finalizadas en 2022, siendo formalmente inaugurada la costanera el 5 de abril de ese mismo año. En el acto de inauguración estuvieron presentes el gobernador Osvaldo Jaldo, el legislador Sergio Mansilla, la intendente Elia Mansilla y autoridades provinciales y municipales. Las obras fueron realizadas a partir del programa UNOPS (Oficinas de las Naciones Unidas para el Servicio de Proyectos) en colaboración con el gobierno municipal, provincial y nacional.
La avenida cuenta con 11000 metros cuadrados de pavimento de hormigón, veredas de granito en ambos lados de la traza de 40 centímetros e iluminación led en toda su extensión. En el margen del río se levantó un muro de hormigón de 4 metros de alto y 260 metros de largo, a fin de ganarle espacios y lugar al río.
En estos espacios que limitan con el curso de agua se construyeron áreas recreativas y de uso público con mobiliario urbano, de recreación y se lo forestó e iluminó. Además, se entregó un bar de 80 metros cuadrados, el cual está equipado con sanitarios, cocina y depósitos. Este establecimiento gastronómico será gestionado por el club Deportivo Aguilares, ubicado enfrente del mismo.